# Хон Йон-Чо
Хон Йон-Чо е севернокорейски футболист, нападател. Бивш капитан на националния отбор на КНДР.

## Кариера
Започва кариерата си в армейския отбор „25 април“, където е една от звездите на отбора. От 2002 е национал на Северна Корея. Между 2004 и 2007 отбелязва 41 попадения за 25 април. В началото на 2008 преминава в сръбския ФК Бежания, където отбелязва 1 попадение в 7 мача. На 5 август 2008 подписва в ФК Ростов, намиращ се тогава в Първа дивизия. На следващия ден дебютира в мач срещу ФК Урал. До края на сезона Чо вкарва 2 гола и печели Първа дивизия. На следващия сезон е преследван от травми и отбелязва само 1 гол, който е срещу ЦСКА Москва, а Ростов побеждава с 2 – 1 в мача. През 2010 изиграва само 1 мач в клуба си, но става голмайстор на КНДР в квалификациите за световното първенство с 4 гола и помага на страната си да се класира. Той е капитан на отбора на Мондиала, но КНДР не спечелва нито една точка. След края на сезона разтрогва с Ростов и се връща в „25 април“. През 2011 участва на Купата на Азия с националния отбор.